# Kropka signoreti
Kropka signoreti är en insektsart som först beskrevs av Lethierry 1878.  Kropka signoreti ingår i släktet Kropka och familjen dvärgstritar. Inga underarter finns listade i Catalogue of Life.